# Fontaine Saint-Thiébaut
La fontaine Saint-Thiébaut est un monument historique situé à Thann, dans le département français du Haut-Rhin.

## Localisation
Cette construction est située place de l'Église à Thann.

## Historique
L'édifice fait l'objet d'une inscription au titre des monuments historiques depuis 1934.